# Vigan City

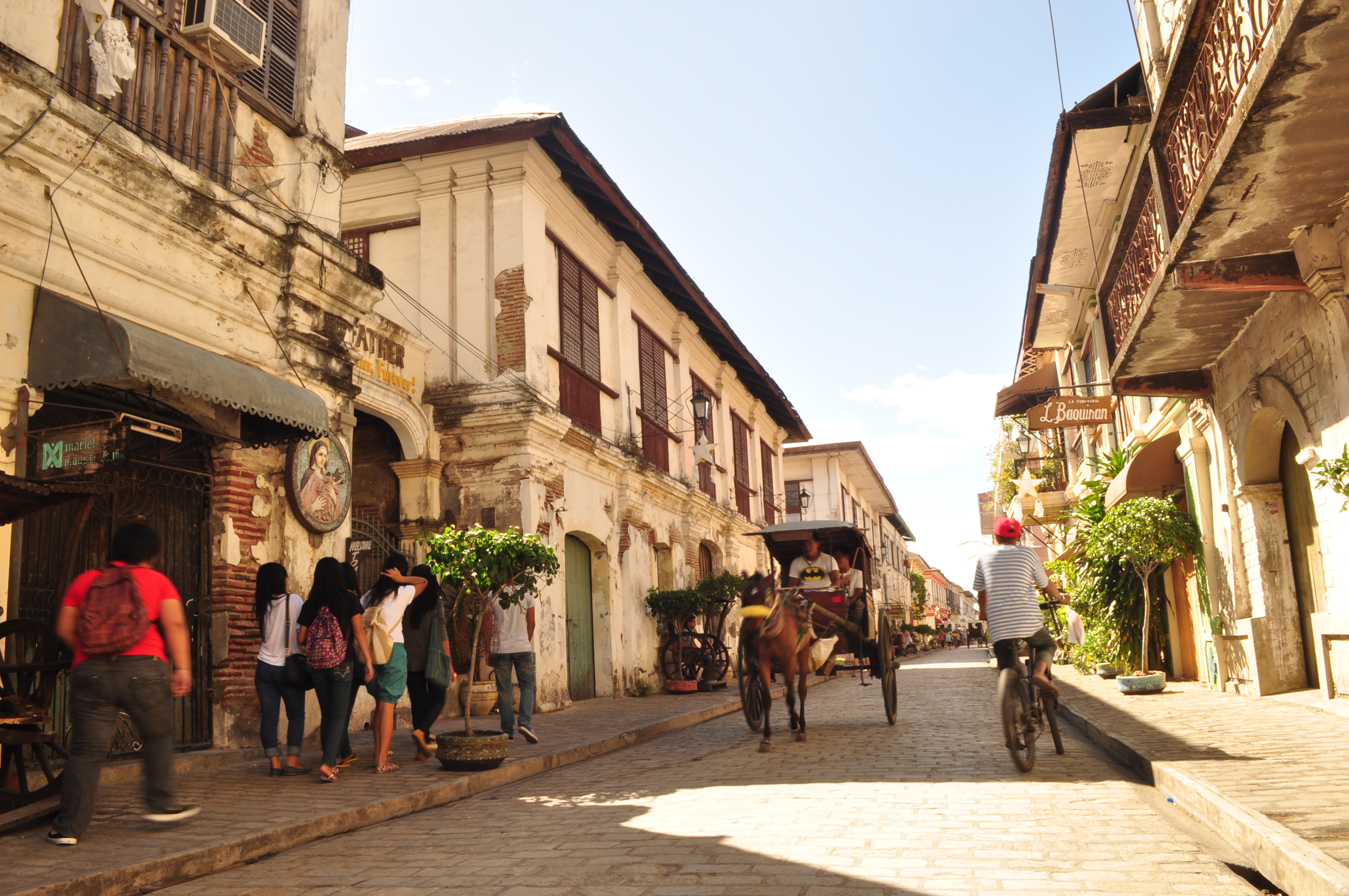
Altstadt

Vigan City (美岸, Hokkien, Pe̍h-ōe-jī: bîgán, Pinyin: měiàn) ist die Hauptstadt der philippinischen Provinz Ilocos Sur. Die Stadt liegt an der westlichen Küste der Hauptinsel Luzon am südchinesischen Meer, 400 km nördlich von Manila. Als die älteste bestehende spanische Kolonialstadt wurde Vigan 1999 zum UNESCO-Welterbe ernannt. Südlich von Vigan City mündet der Fluss Abra in das Meer.

## Geschichte
Die Stadt lag ursprünglich auf einer Insel in einem großen Delta, das durch die Flüsse Abra, Mestizo und dem Govantes gebildet wurde.
Die Küstenstadt hatte einen natürlichen Hafen und war in der Vorkolonialzeit ein wichtiges Handelszentrum in Nordluzon. Es bestanden Handelsbeziehungen mit dem chinesischen Festland, Südostasien, Taiwan, Japan und Korea. Es war ein buntes Treiben im Hafen von Vigan in dieser Zeit, neben Dschunken ankerten auch die einheimischen Balangays. Wegen ihrer Lage wurde die Gegend (美岸,Hokkien (Pe̍h-ōe-jī Umschrift): bîgán, Hochchinesisch (Pinyin Umschrift): měiàn) zu Deutsch bezauberndes Ufer getauft. Die bedeutendsten Produkte des Im- und Exports stellten Porzellan, Elfenbein, Seide und Bienenwachs dar. Später, als im 16. Jahrhundert die Spanier ihren Einflussbereich vom amerikanischen Kontinent aus nach Asien ausweiteten, diente Vigan als einer der wichtigeren Häfen des Kolonialreiches in Asien. Im Jahr 1572 landeten unter dem Conquistador Juan de Salcedo acht spanische Schiffe an der Küste Vigans um einen Eroberung- und Christianisierungsfeldzug einzuläuten. An Bord waren Soldaten und katholische Priester. Die Spanier erkannten die für den In- und Auslandshandel günstige Lage Vigans und bauten die Stadt nach ihrer Eroberung nach spanischem Vorbild wieder auf.
Im Zuge der britischen Invasion der Philippinen, am Ende des Siebenjährigen Krieges, kam es 1762/63 zu Aufständen in der Region. Diese wurden von Diego Silang und seiner Frau Gabriela angeführt. Ihr größter Erfolg war die Einnahme von Vigan im Jahr 1763.
Das Delta der drei Flüsse verlandete im 19. Jahrhundert und schnitt die Stadt vom Meer ab, was zu einem Bedeutungsverlust für Vigan im Binnenhandel führte.
Während der spanischen Kolonialherrschaft wurde die Stadt zur Ehrung des Sohnes von Philipp II. in Villa Fernandina umbenannt. Als die Stadt während der Kolonialzeit an Größe gewann, wurde sie der Sitz der Erzdiözese Nueva Segovia und in Ciudad Fernandina de Vigan, Stadt Ferdinands von Vigan umbenannt.

## Bauwerke
Die Innenstadt hat sich seit der spanischen Kolonialzeit kaum verändert. Herausragend ist vor allem die dreischiffige Kathedrale von 1574, die wegen der vielen Erdbeben in gedrungener Bauweise errichtet wurde. Während der Semana Santa begleiten jährlich farbenfrohe Carozas die katholische Prozession. Nur wenige einflussreiche Familien Vigans dürfen die zwei Meter großen Heiligenfiguren präsentieren, in der Kathedrale segnen und den Zug der 5000 Gläubigen anführen.
Der Palast des Erzbischofs wurde 1793 erbaut und stellt das religiöse sowie politische Verwaltungszentrum der Provinz dar.
Der ehemalige Hafen der Stadt ist über die Jahrhunderte zu einem Seerosenteich versumpft. Rund 130 der herrschaftlichen spanischen Kolonialhäuser haben sich hier erhalten und zeigen typische asiatische und spanische Merkmale auf. Sie haben große Fenster und verschiebbare Fensterläden, die vor der Sonne schützen. Massive Steinmauern sollen vor den zahlreichen Erdbeben bewahren. Die Haustüren waren breit genug, um mit der Pferdekutsche direkt in das Haus hineinzufahren. Die praktischen Muschelschalenscheiben prägen die Fensterwelt Vigans und erinnern an den Charme des mittelalterlichen Luzons. Sie dämpfen das Licht der tropischen Sonne gut und klimatisieren angenehm die bis zu 100 m² großen Wohnzimmer. Seit der Ernennung zum Weltkulturerbe werden die Villen renoviert und hergerichtet.

## Statistik
Im Jahr 2015 zählte die Stadt mit einer Fläche von 25,11 km² 53.879 Einwohner. Die Einwohner sind im Durchschnitt sehr jung. Im Baranggay Mindoro befindet sich ein kleiner Flughafen.

## Söhne der Stadt
- Jose Burgos (1837–1872), katholischer Priester, ein philippinischer Nationalheld
- Elpidio Quirino (1890–1956), der sechste philippinische Präsident

## Baranggays (Bezirke)
Vigan ist in folgende 39 Baranggays aufgeteilt:
| - Ayusan Norte - Ayusan Sur - Barangay I - Barangay II - Barangay III - Barangay IV - Barangay V - Barangay VI - Barangay VII - Barangay VIII - Barangay IX - Barraca - Beddeng Laud | - Beddeng Daya - Bongtolan - Bulala - Cabalangegan - Cabaroan Daya - Cabaroan Laud - Camangaan - Capangpangan - Mindoro - Nagsangalan - Pantay Daya - Pantay Fatima - Pantay Laud | - Paoa - Paratong - Pongol - Purok-a-bassit - Purok-a-dackel - Raois - Rugsuanan - Salindeg - San Jose - San Julian Norte - San Julian Sur - San Pedro - Tamag |

## Hochschulen
- University of Northern Philippines